# 卓雄
卓雄（1915年5月4日—2009年3月2日），原名卓才廉，曾用名张英。泰和县老营盘村人。中华人民共和国地质部副部长、福建省委书记、福州军区副政委、中华人民共和国民政部副部长。

## 生平
1931年任国家政治保卫局教导队队长、执行科科长兼管特务大队工作，负责保卫中央领导人。长征途中红一方面军与红四方面军会师后，调任红四方面军政治保卫局任执行科科长兼管特务连。1936年6月任红三十二军政治保卫局局长。1936年10月会宁会师后调任红军教导师特派员。不久调驻保安县中央保卫处工作。1937年1月先遣进入延安勘察中央进驻后的环境。入抗大政治班学习，后调入抗大第七大队学军事。抗大毕业后组建湘赣支队任政治部主任，准备赴国统区工作。抗战暴发后任务取消。
抗战时期，1937年10月任八路军一二〇师锄奸部部长，兼任晋西北战地动员委员会主任。1937年12月任山西工人武装自卫总队(团级)秘密党团军事委员。1938年3月公开担任工卫总队军事教官。1939年随八路军一二零师进军冀中，1939年夏调任冀中军区锄奸部部长。1940年任冀中军区政治部副主任、代主任。1941年11月任冀中军区政治部主任。1944年春赴延安，进中央党校一部学习。作为晋察冀代表团成员出席中共七大。
抗战胜利后，1945年任延安赴东北干部团政治部主任。1945年10月在沈阳任东北局社会部副部长兼沈阳市委常委，负责建武装和改造旧警察。1945年11月下旬随部队、机关撤出沈阳市，任辽东省委辽宁省分委委员。1945年12月至1946年4月任辽宁一地委（辽南地委）书记兼辽宁军区第一军分区政委。1946年1月任辽东省委委员、辽东省委社会部部长。1946年6月任合江省委委员、合江军区政治部主任。1947年8月任东北民主联军独立第三师政委，随即该部队升级为东北民主联军第十纵队第二十九师任政治委员。1948年5月任东北野战军第三纵队政治部主任。1948年11月部队改编为第四野战军第四十军任政治部主任。1948年12月至1949年4月任第十二兵团政治部副主任。1949年4月至6月任第四十军政治委员。1949年5月任武汉市军事管制委员会委员。
1950年初任公安部第三局（治安局）局长兼管边防保卫局工作。1955年4月任地质部副部长、党组副书记。1963年10月任地质部张家口探矿机械厂厂长兼党委书记。1969年11月任福建省革命委员会副主任。1970年4月任福建省革命委员会核心领导小组成员。1971年4月任福建省委书记（当时设有第一书记）。1971年7月兼福州军区副政治委员。1975年11月免去在福建的党政军职务。1978年5月至1982年3月任民政部党组成员、副部长。1983年正部级离休。